# Reuther-Nunatakker
Die Reuther-Nunatakker sind eine kamm-artige Reihe von Nunatakkern in den Founders Peaks in der westantarktischen Heritage Range. Die Nunatak-Reihe befindet sich etwa 5,5 Kilometer westlich des Landmark Peak und erstreckt sich über eine Länge von ca. 7,5 Kilometer. Nördlich liegt der Welcome Nunatak.
Forscher fanden hier Fossilien von Trilobiten.
Ihren Namen erhielten die Nunatakker von einer geologischen Expedition der University of Minnesota, die dieses Gebiet im Sommer 1963/64 erkundete. Sie benannten die Nunatakker nach Charles Jacobson Reuther (1923–2005), der während dieses Sommers als Verbindungsmann zwischen dem Militär und dem Hersteller der eingesetzten Hubschrauber („Helicopter Technical Representative“) im 62nd Transportation Detachment der United States Army diente.